# Congrés de Tots els Progressistes
El Congrés de Tots els Progressistes (en anglès: All Progressive Congress) és un partit polític de Nigèria que es va formar el 6 de febrer de 2013 de cara a les eleccions del 2015. El candidat d'APC Muhammadu Buhari va guanyar l'elecció presidencial per gairebé 2.6 milions de vots. El president sortint Goodluck Jonathan va admetre derrota el 31 de març. Era el primer cop dins la història política de Nigèria que un partit d'oposició substituïa a un partit de govern en una elecció general i que el poder es transferia pacíficament d'un partit polític a un altre. A més a més, l'APC va guanyar la majoria d'escons en el senat i la Cambra de Representants en les eleccions del mateix any, encara que no va poder aconseguir una majoria absoluta per impedir al Partit Democràtic dels Pobles de Nigèria ara a l'oposició de bloquejar la legislació.

## Formació
Es va formar el febrer de 2013 com a resultat d'una aliança dels tres partits d'oposició més grans – el Congrés d'Acció de Nigèria (ACN), el Congrés pel Canvi Progressista (CPC), el Partit dels Pobles de Tota Nigèria (ANPP) – i d'una facció de la Gran Aliança de Tots els Progressistes (APGA) – que es van fusionar per competir contra el partit Democràtic dels Pobles. La resolució va ser signada per Tom Ikimi, el qui va representar l'ACN; el Senador Annie Okonkwo en nom de l'APGA; l'ex governador de Kano, Mallam Ibrahim Shekarau, President del comitè de Fusió de l'ANPP ; i Garba Shehu, el President del comitè de Fusió del CPC. Irònicament, menys de 2 anys abans de la històrica victòria del partit en les eleccions del 2015, Annie Okonkwo, Tom Ikimi i Ibrahim Shekarau van dimitir del partit i es van unir el PDP.
El partit va rebre l'aprovació de la Comissió Electoral Nacional Independent (INEC) el 31 de juliol de 2013 per esdevenir un partit polític i subsegüentment va retirar les llicències operatives dels tres partits predecessors (l'ACN, CPC i ANPP). El març del 2013 es va informar que dos altres associacions – Congrés dels Pobles Africans i Tots els Ciutadans Patriòtics – també havien sol·licitat la inscripció al INEC, adoptant el mateix acrònim APC, el que es va considerar "un moviment per boicotejar la coalició exitosa dels partits d'oposició per a les eleccions generals del 2015." Es va informar l'abril del 2013 que el partit considerava canviar el seu nom a Congrés de Tots els Progressistes de Nigèria (APCN) per evitar complicacions posteriors.
El novembre de 2013 cinc governadors en exercici del PDP van fer defecció cap a l'APC, així com 49 legisladors que es van unir als 137 legisladors que tenia l'APC arran de la fusió prèvia dels partits d'oposició més petits. Això inicialment va donar a l'APC una majoria clara de 186 legisladors en la Cambra Baixa de un total de 360 legisladors; tanmateix, subsegüents jocs polítics i pressió d'interessos i faccions polítiques fora de l'Assemblea Nacional de Nigèria, va aconseguir aturar les defeccions que van ser finalment només 37 en lloc de 49 legisladors donant a l'APC només una majoria simple de 172 escons de 360, mentre el PDP es quedava amb 171 (encara que algun petit aliat del PDP permetien a aquest aguantar l'hegemonia. Això va quedar confirmat quan el partit va poder reunir 179 membres el 15 de gener de 2015 quan la Cambra va reprendre sessions després d'una llarga atirada, i finalment afirmar la seva majoria. Els governadors que van passar a l'APC foren Rotimi Amaechi de l'Estat de Rivers, Abdulfatah Ahmed de l'estat de Kwara, Rabiu Kwankwaso de l'estat de Kano, Murtala Nyako de l'estat d'Adamawa i Aliyu Wamakko de l'estat de Sokoto. Ja havia estat anteriorment informat que els Governadors Mu'azu Babangida Aliyu de l'Estat de Níger i Sule Lamido de l'estat de Jigawa havien fet defecció del Partit Democràtic dels Pobles cap a l'APC però tanmateix, ambdós es van penedir i van acabar la legislatura restant amb el partit Democràtic dels Pobles. En les eleccions del 2015, Mu'azu Babangida Aliyu va concórrer com a candidat senatorial del partit Democràtic dels Pobles per l'estat del Níger (districte senatorial de l'est), perdent l'escó davant del canditat de l'APC David Umaru.
El 12–13 de desembre de 2014, l'APC va ser admesa com a membre consultiu a la Internacional Socialista.
| President        | Vicepresident | Elecció | Resultat   |
| ---------------- | ------------- | ------- | ---------- |
| Muhammadu Buhari | Yemi Osinbajo | 2015    | Va guanyar |

Previ a la formació de l'APC i la seva victòria en les eleccions de 2015, Muhammadu Buhari anteriorment havia disputat (i perdut) les eleccions presidencials nigerianes de 2003 i 2007 com a candidat presidencial del Partit dels Pobles de Tota Nigèria (ANPP) i l'elecció presidencial nigeriana del 2011 com el candidat presidencial del Congrés pel Canvi Progressista (CPC).

## Ideologia política

### Assumptes econòmics
L'APC és generalment considerat de centre-esquerre; afavoreix un mercat controlat o mercat regulat per polítiques econòmiques, i una funció forta i activa per control del govern. Un número substancial dels seus dirigents polítics són seguidors de polítics que subscriuen la filosofia política socialdemocràtica de Obafemi Awolowo i el socialista i anti-classes Aminu Kano. A més, la majoria de la base de l'APC està al sud-oest de Nigèria i la Nigèria del Nord, els quals són dominats pels grups ètnics més grans del país, els ioruba i els hausses i fulanis, respectivament.

### Assumptes socials
Molts partits polítics a Nigèria són socialment conservadors com a reflex de les vistes del poble. Tanmateix, comparant amb l'altre partit principal de Nigèria, el partit Democràtic dels Pobles, l'APC és considerada un partit més conservador socialment. Això és en part a causa d'estar el partit dominat per una generació més vella de polítics nigerians i el fet que una base substancial dels seus votants viu en el predominantment musulmà territori dels hausses i fulanis. Com el PDP, l'APC està contra les relacions sexuals entre persones del mateix sexe, i afavoreix fortament el conservadorisme social en moral, qüestions religioses i aspectes culturals.
L'APC és més favorable a l'autonomia dels estats cosa que forma part del seu manifesto. La seva política social és una combinació de nacionalisme social. Malgrat la dominació dels polítics pro-devolució com Atiku Abubakar, Bola Tinubu i el cap Akande, els propers del president i l'ala procedent del CPC estan menys inclinat al federalisme generós i aquesta tensió bàsica fa que en conjunt els membres del partit siguin un estranys companys de llit ideològics que només s'haurien acomodat en el context de voler guanyar i combinar forces en el cicle electoral del 2015.

## Bandera
La bandera la formen tres bandes verticals, verda-blanca-blau mig; sota les tres una franja horitzontal vermella que hauria d'ocupar un quart de l'altura de la bandera, al mig de la qual es troben les sigles en blanc APC (està acreditada una variant amb les lletres en negre). A la banda blanca hi ha l'emblema que abans corresponia a l'ACN (un braç i una mà aguantant un feix de blat, canviant únicament que ara el braç és com la mà, de color natural de pell fosca, i no hi ha les sigles.